# Grand Theft Auto: The Ballad of Gay Tony
Grand Theft Auto: The Ballad of Gay Tony – drugi oficjalny dodatek do Grand Theft Auto IV dostępny jako zawartość do pobrania lub w zestawie razem z Grand Theft Auto IV: The Lost and Damned na płycie Grand Theft Auto: Episodes from Liberty City. Wydany został na konsolę Xbox 360 i PlayStation 3 oraz komputery PC. Za pośrednictwem kompatybilności wstecznej gra dostępna jest także na Xboxie One i Xboxie Series X/S; w ten sposób znalazła się także w abonamencie Xbox Game Pass. Dodatek dostępny jest też w kompilacji Complete Edition (podstawowa wersja gry i dwa oficjalne dodatki).
Dodatek zawiera nowe misje, broń i pojazdy. W wersji na Xbox 360 nie wymaga on pełnej wersji Grand Theft Auto IV, ale wymaga opłaconego złotego abonamentu do Xbox Live (przez Downoadable Content), dodatek na The Episodes from Liberty City jest niezależny od podstawowej gry i nie wymaga konta gold.

## Fabuła
Bohaterem tego dodatku jest Luis Fernando Lopez – jest rozdarty między przyjaciółmi i rodziną a pogonią za władzą i bogactwem. Jednak gdy wspina się coraz wyżej po szczeblach przestępczej hierarchii, odkrywa, że taki stan rzeczy posiada swoje minusy. Jest on ochroniarzem klubów nocnych swojego przyjaciela Anthony'ego „Gay Tony” Prince'a.